# Kurpark Mölln

Kurpark

Der Kurpark in Mölln ist eines der wenigen Gartenwerke der Nachkriegsmoderne, er wurde von dem Hamburger Gartenarchitekten Gustav Lüttge entworfen. Die Anlage wurde 1968 eröffnet und 2007 unter Denkmalschutz gestellt. Von 2009 bis 2011 ist eine 2,5 Millionen Euro teure, zu 70 % vom Land Schleswig-Holstein geförderte Sanierung und Umgestaltung der Bauten und Gartenanlagen durchgeführt worden. 

## Anlage

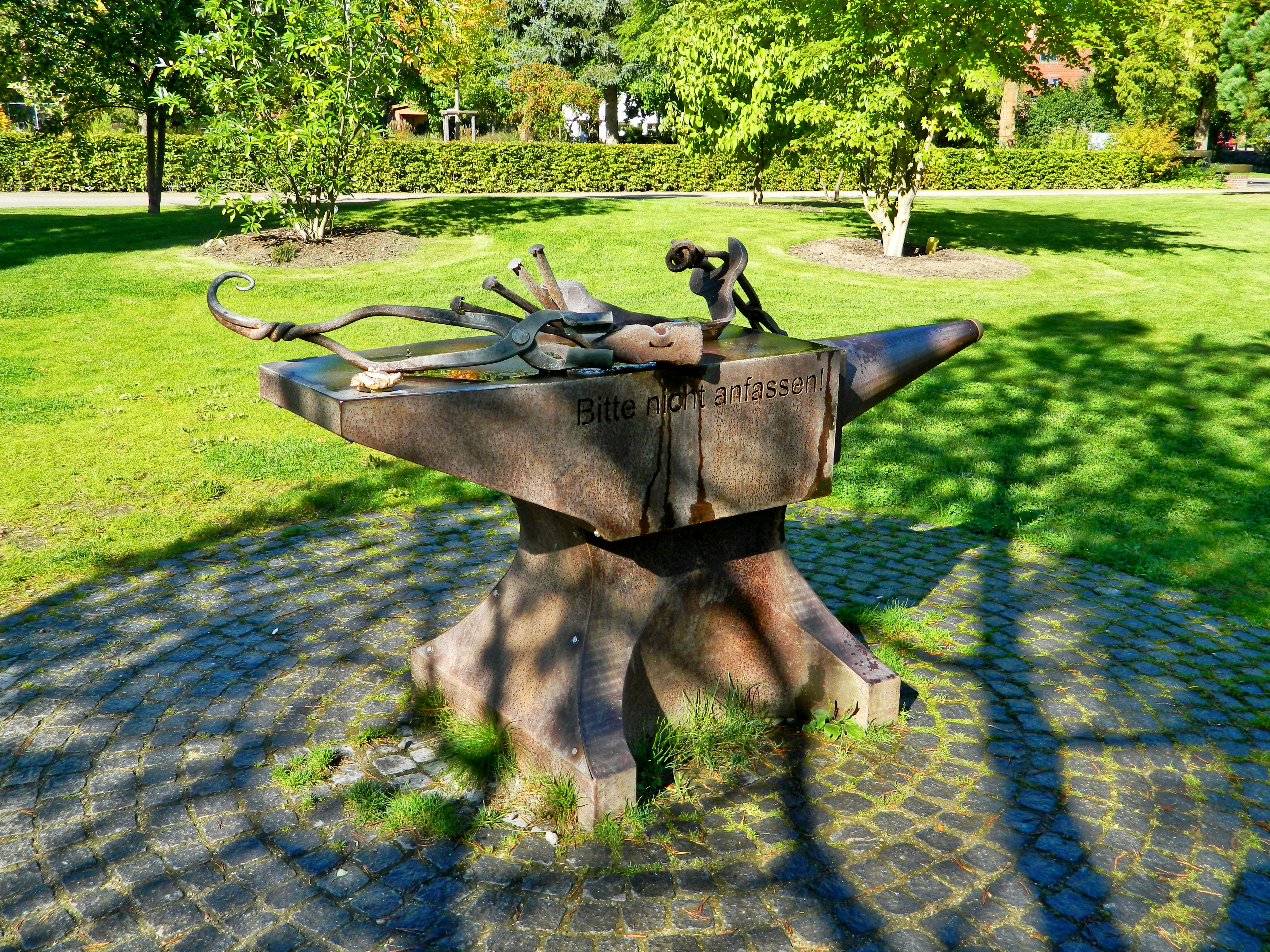
Till-Eulenspiegel-Amboss

Der Kurpark umfasst rund 40.000 m² und wird im Norden vom Mühlengraben und einem Waldteil im Süden, der auch den Möllner Wasserturm beherbergt, begrenzt. Der westliche Teil des Parkes ist nach den Originalplänen hergestellt worden. In ihm finden sich Rhododendrongarten, Japangarten, der Pergolenhof mit der Eulenspiegelrose und eine weitläufige Rasenfläche. Der östliche Teil des Geländes ist nach modernen Gesichtspunkten aufgearbeitet worden. Es gibt mehrere Rasenflächen und Blumenbeete und interessant gestaltete Themengärten (u. a. Rosengarten, Ernährungsgarten, Kräutergarten, Bewegungsgarten). Kunstobjekte wie der drehbare Eulenspiegel-Kopf oder der interaktive Till-Eulenspiegel-Amboss wurden vom Künstler Andreas Rimkus aus Springe gestaltet. Die 2,50 Meter hohe Sonnenuhr wurde im Jahr 1973 vom Kunstschmied Eduard Schütt aus Rondeshagen hergestellt. In Sichtweite liegen die St.-Nicolai-Kirche und diverse andere Wahrzeichen Möllns.

## Freizeiteinrichtungen
Im Kurpark befindet sich eine Minigolfanlage, zudem finden regelmäßig Veranstaltungen statt. Im Rahmen der Umgestaltung wurden im Kioskbereich zwei Tische mit integriertem Spielfeld für Schach und Mühle installiert. Das Grossfigurenschachspielfeld wurde aufgelöst. Eine Boulebahn wurde ebenfalls angelegt.

## Ansichten

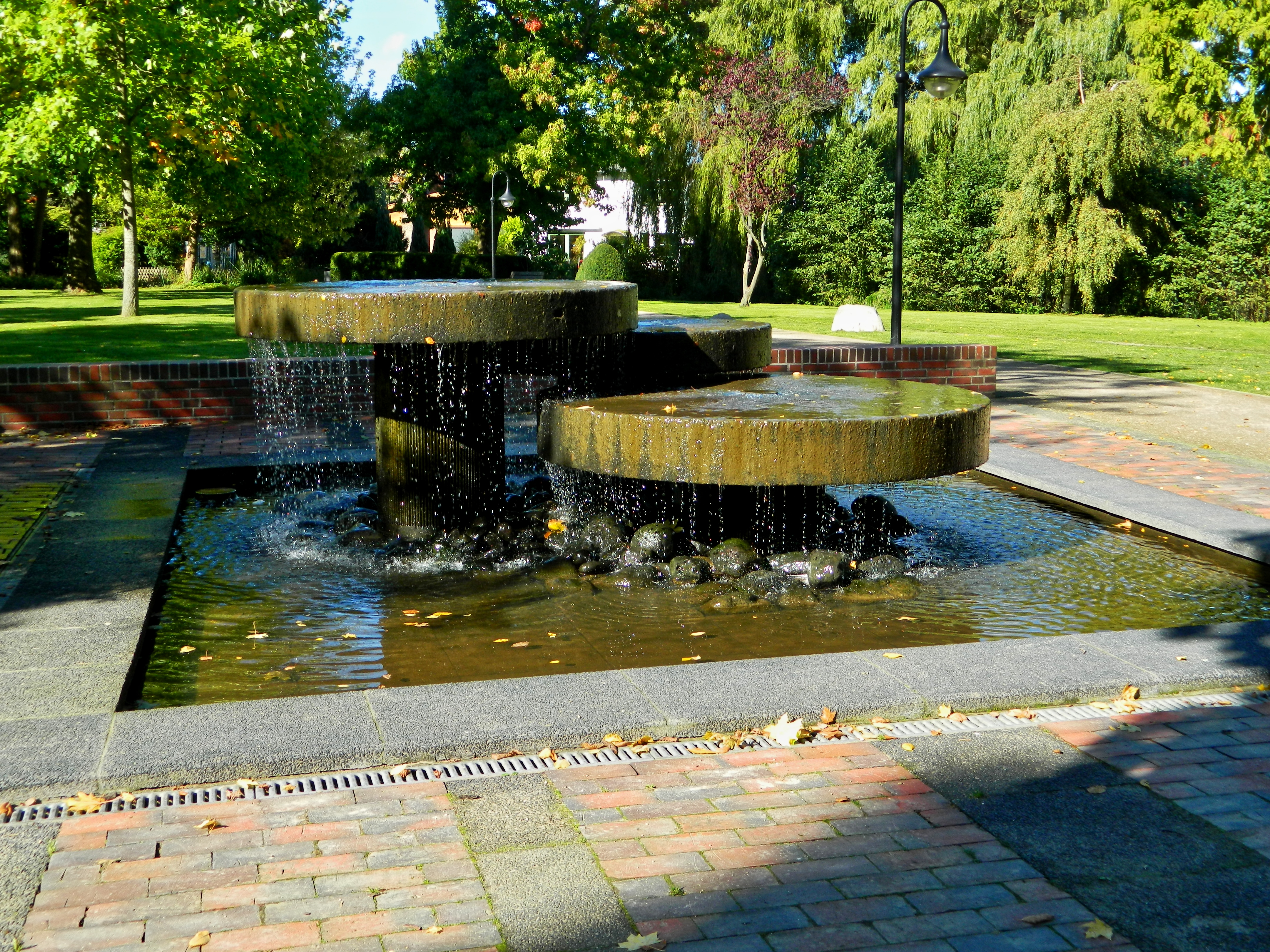
Brunnen
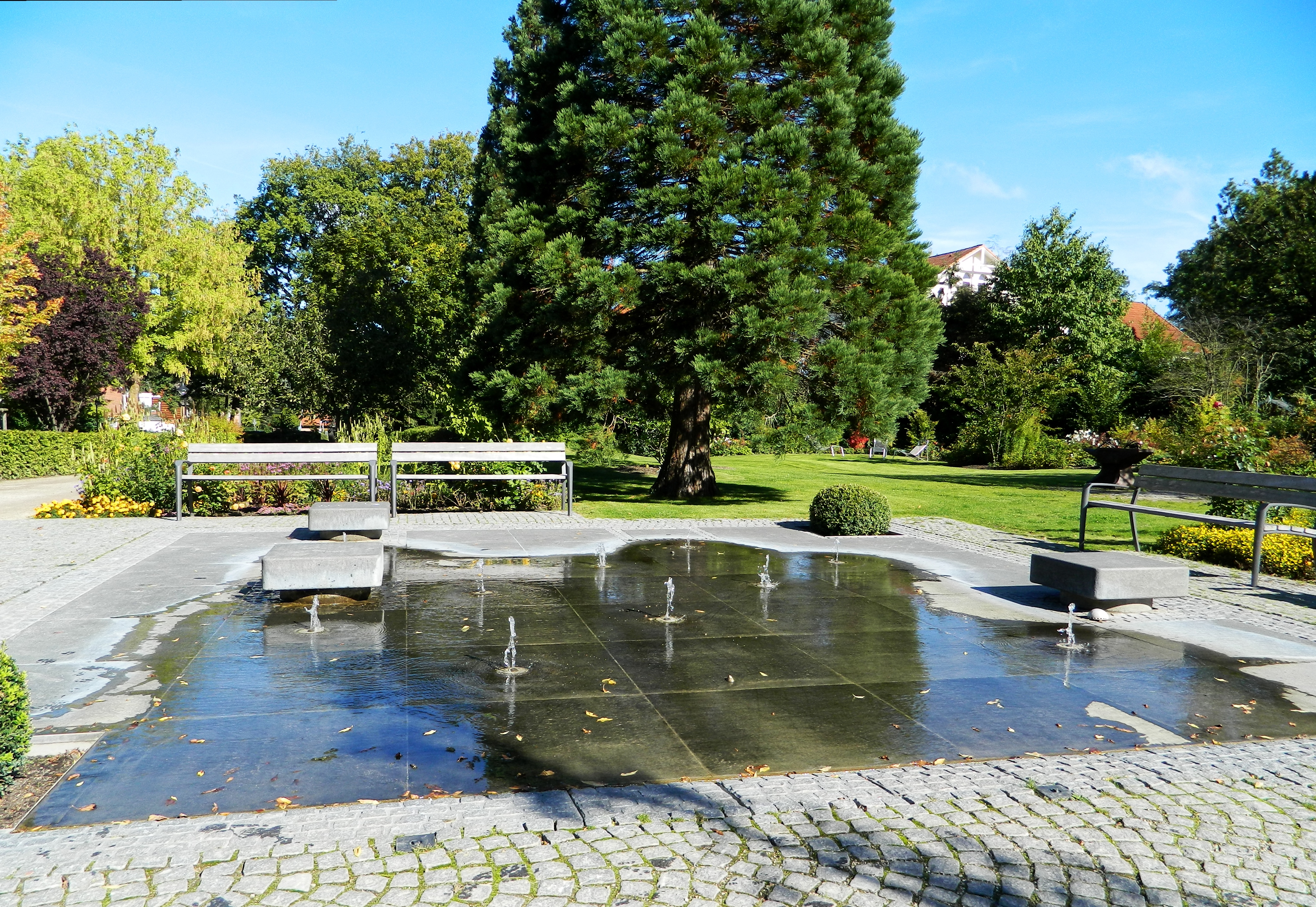
Springbrunnen
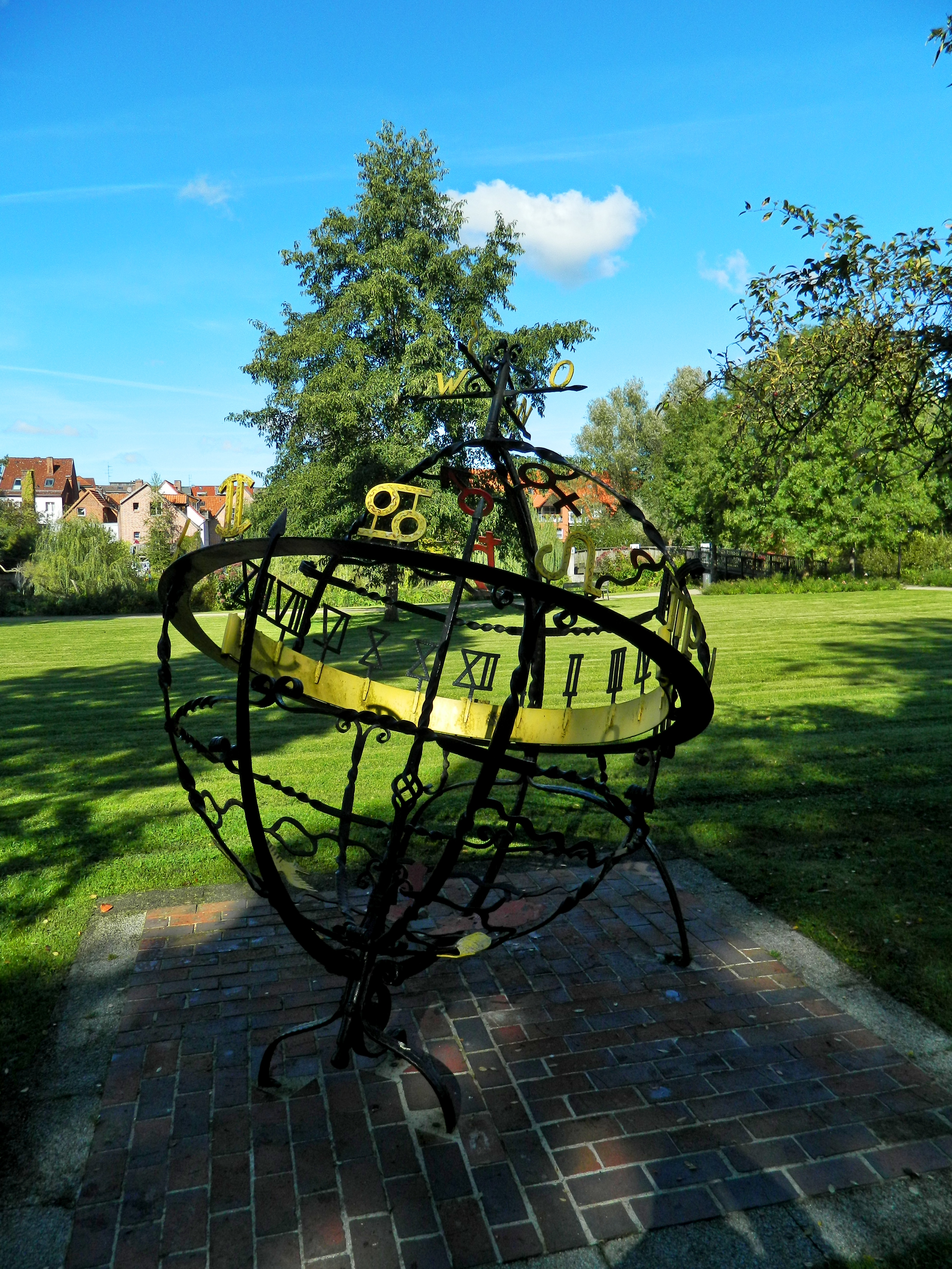
Sonnenuhr
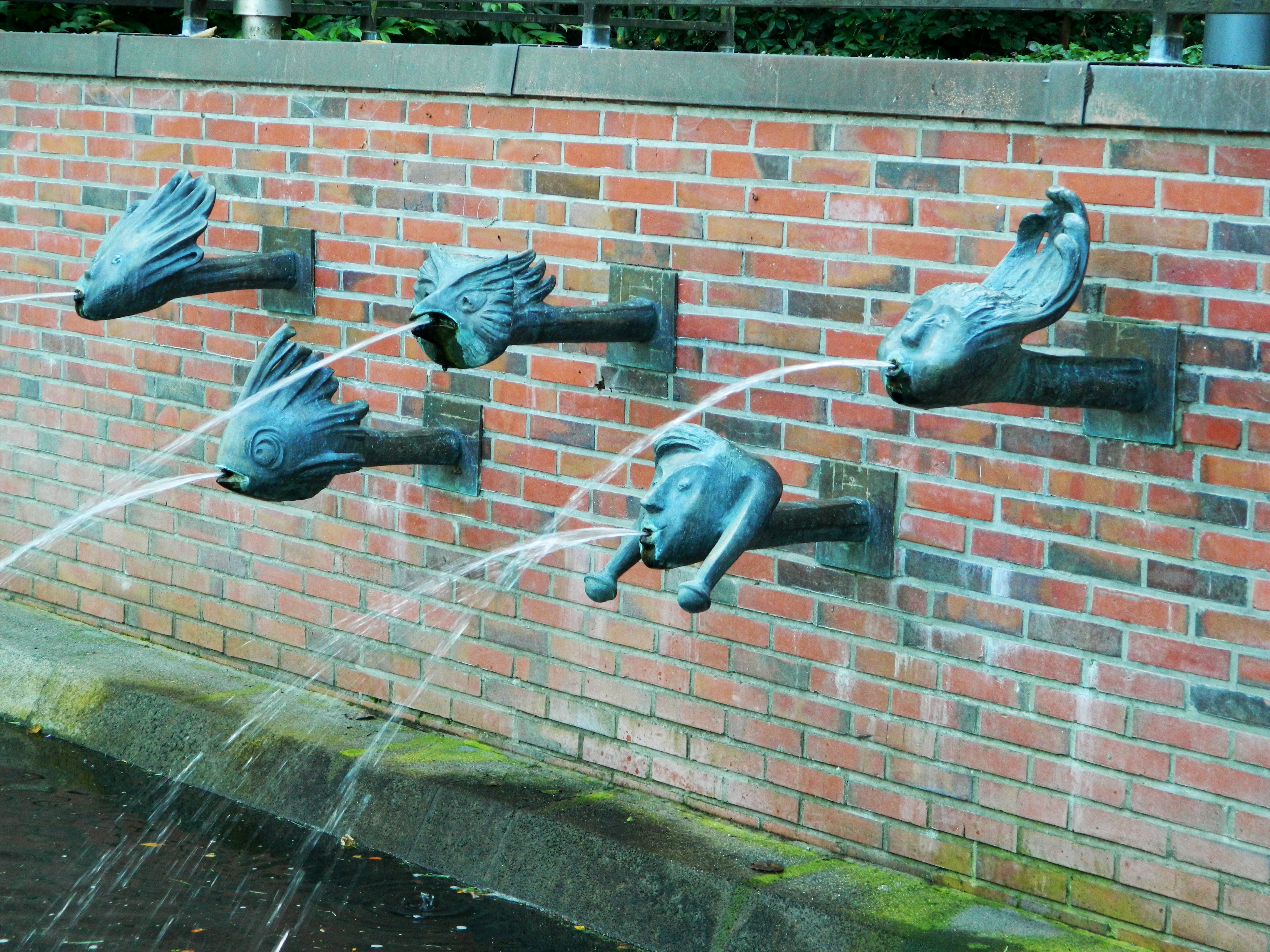
Wasserspeier
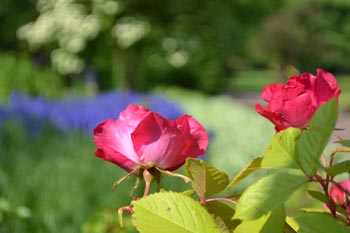
Eulenspiegelrose
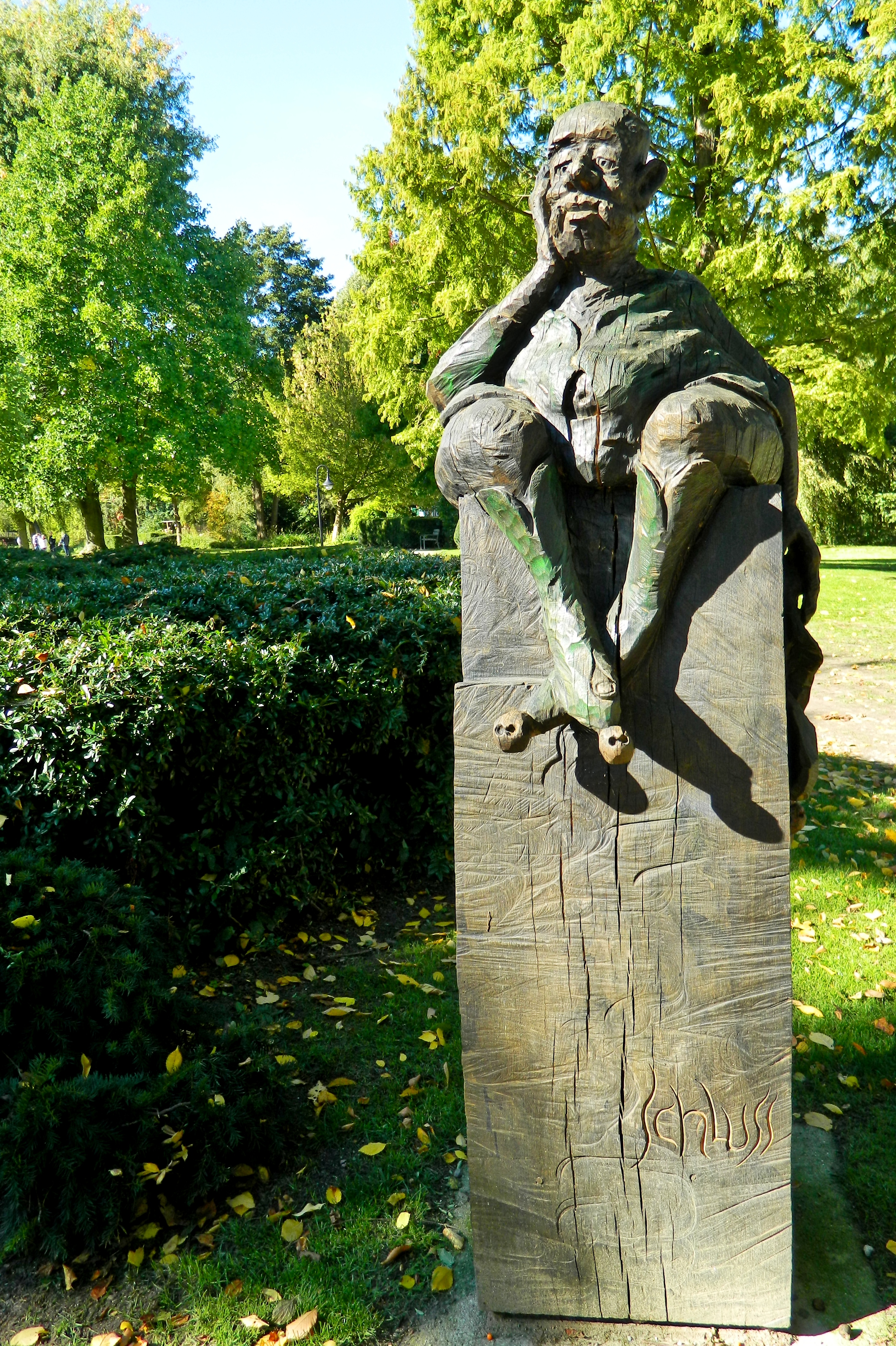
Skulptur "Schluss mit Lustig"
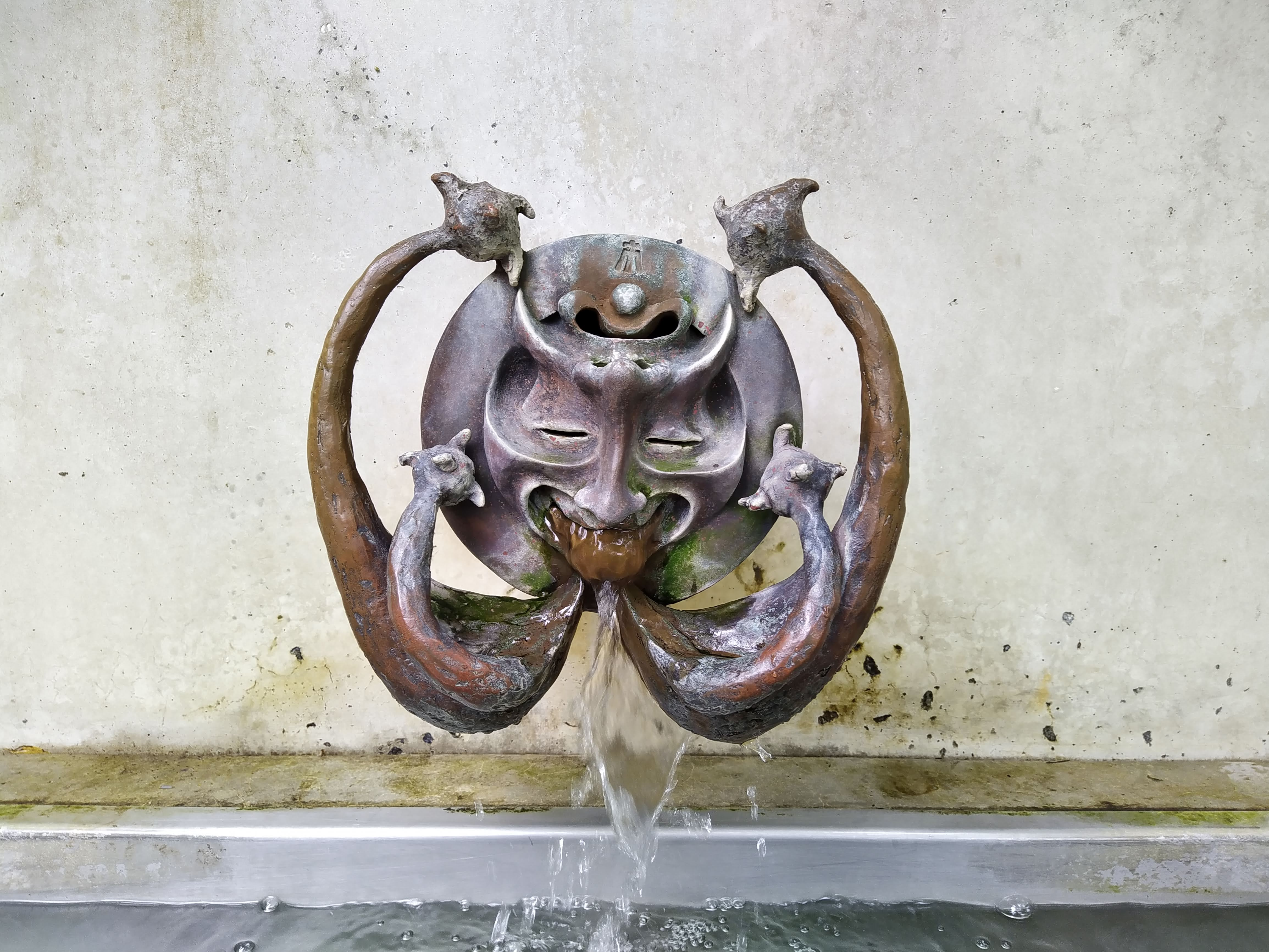
Eulenspiegel-Kopf (drehbar)
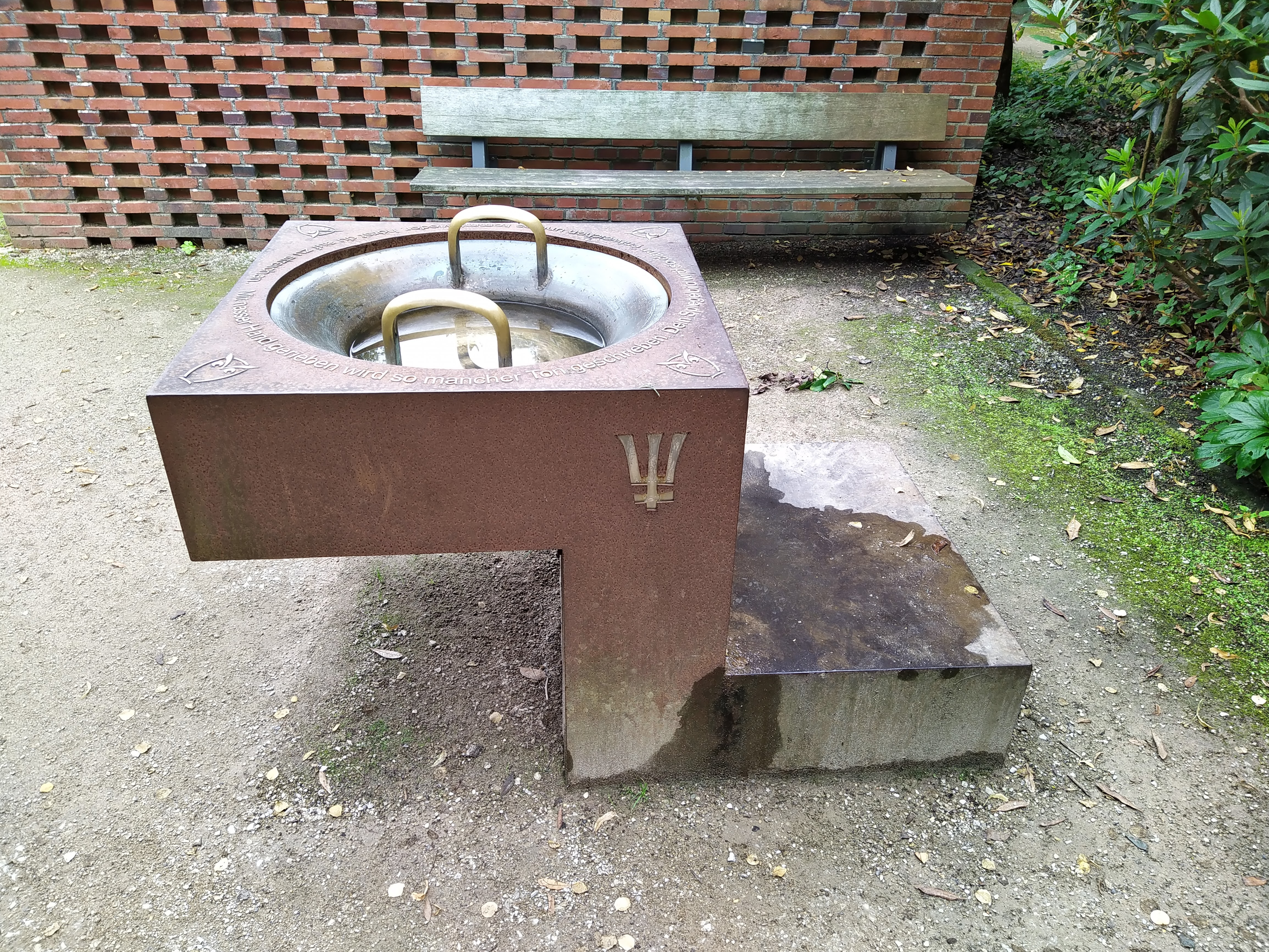
Klangschale mit Wasser